# Elio Bartolini
Elio Bartolini (* 20. April 1922 in Conegliano; † 30. April 2006 in Santa Marizza, Varmo) war ein italienischer Schriftsteller, Drehbuchautor und Filmregisseur.

## Leben
Bartolini verbrachte seine Kindheit in Codroipo und studierte nach seiner Schulausbildung Literatur und Philosophie in Padua. Während des Zweiten Weltkrieges, in dem er auf Seiten der friaulischen Partisanen kämpfte und geehrt wurde, schrieb er erste Erzählungen.
1950 zog Bartolini nach Mailand und veröffentlichte nun bei Mondadori; sein erstes Werk wurde mehrfach prämiert und ins Portugiesische übersetzt. 1955 war La bellezza d'Ippolita ebenfalls erfolgreich, erfuhr im Laufe der Jahre mehrere Auflagen, etliche Übersetzungen und wurde verfilmt. Darauf folgte eine erfolgreiche Zusammenarbeit mit Regisseur Michelangelo Antonioni, für den Bartolini drei Drehbücher schrieb; weitere Arbeiten für den Film folgten. Bis 1965 schrieb er etwa zehn Drehbücher und war daneben vor allem mit Essays und Kolumnen in Zeitschriften vertreten. Auch für die Bühne schrieb er Stücke.
1963 wandte er sich wieder Romanen zu; seine erfolgreichsten der folgenden Jahrzehnte waren Pontificale in San Marco (1978), La linea dell'ariduca (1980) und Racconti catolici (1990). Daneben war er einige Male als Biograf tätig.
1975 inszenierte und schrieb er den Spielfilm L'altro Dio, eine Analyse der Familie in der heutigen Industriegesellschaft.

## Romane
- 1950: Icaro e Petronio
- 1953: Zwei Brücken in Caracas (Due ponti a Caracas), Claassen 1955
- 1955: La bellezza d'Ippolita
- 1963: Frauen wie diese (La donna al punto), Claassen 1966
- 1967: Chi abita l villa
- 1970: Il Ghebo
- 1978: Pontificale in San Marco
- 1980: La linea dell'Arciduca
- 1982: Il palazzo di Tauride
- 1990: Racconti catolici (Erzählungen)
- 2002: La domenica degli arrivi
- 2005: Corinna

## Filmografie (Auswahl)
- 1957: Der Schrei (Il grido)
- 1960: Die mit der Liebe spielen (L’avventura)
- 1962: Liebe 1962 (L'eclisse)
- 1975: L'altro Dio